# Barbara Hammer
Pour les articles homonymes, voir Hammer.
Barbara Jean Hammer, née le 15 mai 1939 à Hollywood et morte le 16 mars 2019 à New York, est une réalisatrice américaine.
Elle-même lesbienne, elle a notamment réalisé une trilogie consacrée au lesbianisme et à l'histoire du mouvement de libération gay.

## Biographie
Après des études de psychologie à l'université de Californie à Los Angeles, Barbara Hammer obtient une maîtrise de littérature anglaise et une maîtrise de cinéma à l'Université de San Francisco. Mariée, elle enseigne dans un lycée à Santa Rosa avant de s'affirmer comme lesbienne. Elle commence à réaliser des courts-métrages expérimentaux dans les années 1970. Elle s'intéresse à l'art vidéo dans les années 1980. Elle enseigna à la School of Art Institute et au California College of Arts Institute.
En 1991, elle reçoit le National Endowment for the Arts Film Production Award pour son premier long-métrage, Nitrate Kisses, premier volet d'une trilogie consacrée au lesbianisme et à l'histoire du mouvement gay, avec Tender Fictions (1995) et History Lessons (2000). Devotion retrace la formation d'un collectif de documentaristes japonais (comprenant Nagisa Ōshima). Avec Resisting Paradise, elle aborde la relation entre art et politique avec les cas de Henri Matisse et Pierre Bonnard. Lover Other (2005) est un documentaire sur le couple Claude Cahun-Suzanne Malherbe.
Barbara Hammer écrit, réalise et produit elle-même ses films. Documentaires ou autobiographiques, ils sont généralement en noir et blanc. Marginaux, souvent expérimentaux, ils ont bénéficié de nombreux prix, lui permettant d'explorer la sexualité féminine, de reconstruire une mémoire lesbienne et de célébrer la vie queer.
Elle joue la pièce The Art of Dying or (Palliative Art Making in the Age of Anxiety) au Whitney Museum of American Art, la troisième et ultime version de cette pièce.
Elle meurt le 16 mars 2019 d'un cancer des ovaires diagnostiqué en 2006. À la fin de sa vie, elle milite pour que les gens aient le droit de choisir comment mourir, ayant testé tous les traitements pour sa maladie.

## Filmographie sélective
- 1974 : Dyketactics (4 min, 16 mm)
- 1975 : Superdyke (20 min, 16 mm)
- 1976 : Multiple Orgasm (10 min, 16 mm)
- 1976 : Women I Love (27 min, 16 mm)
- 1978 : Superdyke Meets Madame X (28 min)
- 1978 : Double Strength (16 min, 16 mm)
- 1985 : Optic nerve (15 min, 16 mm)
- 1992 : Nitrate Kisses (67 min)
- 1996 : Tender Fictions (en) (58 min, couleur)
- 1998 : The Female Closet (60 min, couleur)
- 2000 : Devotion, a Film about Ogawa Production (82 min)
- 2000 : History Lessons (65 min)
- 2000 : My Babushka, Searching Ukrainian Identities (53 min)
- 2003 : Resisting Paradise (90 min)
- 2005 : Lover Other (55 min)
- 2009 : A Horse Is Not A Metaphor ; Teddy Award 2009 pour un court-métrage
- 2015 : Welcome To This House (79 min)